# Uwe Jens Nagel
Uwe Jens Nagel (* 5. Oktober 1943 in Dietfurt) ist ein deutscher Soziologe und Agronom.
Nach dem Studium der Soziologie an der Freien Universität Berlin und Stanford University sowie einem Aufbaustudium der ländlichen Entwicklung an der Technischen Universität Berlin arbeitete Uwe Jens Nagel von 1972 bis 1993 an der Technischen Universität Berlin als Wissenschaftlicher Mitarbeiter. 1979 wurde er dort promoviert, von 1983 bis 1987 war er für die Deutsche Gesellschaft für Technische Zusammenarbeit in Benin tätig. 1993 wurde er auf die Professur für Landwirtschaftliche Beratung und Kommunikationslehre an der Humboldt-Universität zu Berlin berufen, wo er von 1996 bis 2002 Studiendekan, anschließend bis 2006 Dekan war. 2006 wurde Uwe Jens Nagel mit den Aufgaben des Vizepräsidenten für Studium und Internationales an der Humboldt-Universität betraut, 2008 wurde er zum Vizepräsidenten gewählt. Er übte das Amt bis zum 31. März 2011 aus.

## Schriften
- Institutionalization of knowledge flows. An analysis of the extension role of two agricultural universities in India. DLG, Frankfurt am Main 1980, ISBN 3-7690-0366-7.
- Developing a participatory extension approach. A design for Siavonga District, Zambia. Margraf, Weikersheim 1992, ISBN 3-924333-81-5.
- Zur Wirkungsanalyse transdisziplinärer Forschung. Ein Untersuchungskonzept der Nachhaltigkeit des Landnutzungsprojektes GRANO. Margraf, Weikersheim 2004, ISBN 3-8236-1429-0.
- mit Katrin Prager: Kommunikationsbeziehungen der Ämter für Landwirtschaft und Flurneuordnung im Bereich der Agrarumweltprogramme: Fallstudie Sachsen-Anhalt. Berlin 2005.
- mit Beate Thießen und Katrin Prager: Mitwirkung von Umweltverbänden an der Gestaltung von Agrarumweltprogrammen auf Ebene der Bundesländer. Berlin 2006.